# Zygonyx ida
Zygonyx ida – gatunek ważki z rodziny ważkowatych (Libellulidae).